# 吳子騏
吳子騏（16世紀—1647年），字九逵，貴陽府新貴縣人，明朝、南明政治與軍事人物。

## 生平
吳子騏是萬曆四十年（1612年）的舉人，獲授興寧知縣，安邦彥作亂包圍貴陽，他顧念母親而倉皇棄官歸鄉，因此不再出仕；崇禎十年（1637年）土蠻阿烏謎反叛，朱燮元命令他帶著詔書召集各部酋長，曉以利害，使各土著相繼降附朝廷，朱燮元上表他的功勞，得到璽書褒獎。孫可望領兵攻至，吳子騏和劉琯、楊元瀛、郭忠懿、李公門、李世甲、丘洪率領鄉兵扼守要道遭打敗被擒，與王孫齊及貢生蔡紹周，諸生馬士升、胡修超共同不屈而死，他的妾侍騏朱氏也上吊自殺。

## 引用
1. 1 2  錢海岳《南明史·卷六十三·列傳第三十九》：吳子騏，字九逵，新貴人。萬曆四十年舉於鄉。授興寧知縣。安邦彥畔，圍貴陽，子騏念母在，倉皇棄官歸，遂不復仕。崇禎十年，蠻阿烏謎亂，朱燮元命子騏走書召諸酋，曉以利害，相率降附。燮元上其功，璽書褒美。
2. ↑  錢海岳《南明史·卷六十三·列傳第三十九》：至是，聞孫可望將至，偕劉琯、楊元瀛、郭忠懿、李公門、李世甲、丘洪率鄉兵扼要路敗之。兵來益眾，力竭被執。與王孫齊及貢生蔡紹周，諸生馬士升、胡修超俱不屈死。子騏妾朱經死。

## 延伸阅读
[在维基数据编辑]
 《明史卷二百九十五》，出自《明史》